# Black Lace
Black Lace foi uma banda pop  britânica  originária de Ossett no condado de  Yorkshire. Ficaram conhecidos pelos seus grandes sucessos internacionais como "The Music Man", "Agadoo" e  "Superman". A banda também representou o Reino Unido no Festival Eurovisão da Canção realizado em Jerusalém interpretando o tema "Mary Ann", que terminou em sétimo lugar e 73 votos.

## Carreira
O grupo, cujos maiores sucessos foram obtidos como dueto, iniciou a carreira como um grupo de quatro integrantes; Nigel Callaghan era ainda membro da banda com os quatro integrantes. O duo de sucesso era constituído por  Colin Routh (nascido em 8 de setembro de 1953 e Alan Barton (nascido em 6 de setembro de 1953 - falecido a 23 de Março de 1995 e Terry Dobson. Colin Routh teve  um caso com moça mais nova do que ele, deixando a banda, entrando em seu lugar Dean  Michael. 
Black Lace interpretou canções de outras bandas, como: YMCA dos Village People Macarena de Los Del Rio. Alguns dos seus maiores sucessos foram "Music Man" e "Mimic Man". "Agadoo", um dos seus maiores sucessos foi uma versão traduzida do francês. 
A banda surgiu no filme independente  britânico Rita, Sue and Bob Too, interpretando uma canção. 
Durante a sua carreira que durou cerca de 30 anos, foram imortalizados num programa televisivo dos meados dos anos 80 "The Chicken Song" uma paródia da canção  "Agadoo".

Em 1986, Alan Barton substituiu Chris Norman como líder da banda/guitarrista em  Smokie. Barton morreu em 1995 vitima de feridas causadas durante um acidente de autocarro durante uma tempestade de granizo na Alemanha.  Routh na atualidade usa o nome Colin Gibb, e vive com a sua mulher em  Tenerife. Ele regularmente participa  "Black Lace Show" à volta da ilha.

## Principais temas
- Agadoo
- Do The Conga
- Viva Espana
- The Music Man
- Hokey Cokey
- Achy Breaky Heart
- Atmosphere
- Hi Ho Silver Lining
- Wig Wam Bam

## Álbuns
Black Lace: Greatest Hits (iTunes UK Store)